# Русское религиоведческое общество
Русское религиоведческое общество (РРО) – российская профессиональная ассоциация исследователей религии. Зарегистрирована Минюстом РФ 28 июня 2016 года , как региональная общественная организация.

## Деятельность РРО
Согласно Уставу, целью Русского религиоведческого общества является объединение его членов для консолидации сил и стремления общества в деле изучения и развития религиоведения путем:
- содействия развитию науки и образования в области религиоведения;
- содействия привлечению ученых, исследователей, специалистов и экспертов к решению актуальных научных и практических задач в области религиоведения в интересах всего общества;
- содействия консолидации сил членов организации и созданию условий для наиболее полной реализации творческого потенциала профессиональных религиоведов;
- содействия обеспечению защиты профессиональных и социальных прав и интересов религиоведов[2].

Русское религиоведческое общество является одним из первых официально зарегистрированных и при этом внеинституциональных объединений специалистов по религии.
Ежегодно проводятся конгрессы РРО (площадки включают университеты Москвы, Санкт-Петербурга, Казани, Калининграда). Как отмечает Д.В. Головушкин: «Несмотря на не такую длительную историю, Конгресс Русского религиоведческого общества уже успел занять заметное и значимое место в жизни религиоведческого сообщества нашей страны. Каждый раз конгресс привлекает значительное внимание и интерес как религиоведческого сообщества, так и общественности».
Общество проводит круглые столы, научные и методические семинары, оказывает информационную поддержку организаторам конференций, в частности ежегодной конференции «Исследования религии: прошлое, настоящее, будущее», проводимой весной РГГУ, ПСТГУ, МГУ и НИУ ВШЭ. При поддержке РРО издаётся научный журнал «Религиоведческие исследования».
В 2016 г. общество издало Справочник «Российское религиоведение», который содержит единообразно оформленные сведения о 28 учебных подразделениях высших учебных заведений России, имеющих непосредственное отношение к религиоведческой проблематике. Справочник охватывает все девять федеральных округов России и содержит сведения о подразделениях 20 регионов России, включающие полное наименование подразделения, контактные данные, общие сведения о подразделении и список его сотрудников с указанием ученых степеней, должностей и избранной библиографии.
С 2020 г. совместно с издательством «Новое литературное обозрение» Русское религиоведческое общество проводит ежегодный конкурс диссертаций по религиоведческой тематике. Цель конкурса – поддержка молодых ученых и популяризация религиоведческих исследований. Главный приз: публикация диссертации, признанной лучшей, в серии Studia Religiosa издательства «Новое литературное обозрение».
Социальные сети РРО становятся площадкой для распространения информации о религиоведческих мероприятиях и обсуждения различных проектов.
РРО сотрудничает с важнейшими институциями, занимающимися религиоведческими исследованиями и подготовкой религиоведов. Среди них МГУ, РГГУ, ВШЭ, РГПУ, БФУ, К(П)ФУ, ПСТГУ, СФИ.
На 2021 г. членами РРО являлись более 60 человек из 12 городов и 35 институций, представители различных российских вузов, государственных органов, студенты и аспиранты, профессионально занимающиеся вопросами, связанными с религиоведением.

## Руководители Русского религиоведческого общества

### Президент РРО
Золотухин Всеволод Валерьевич (с 2022)
Антонов Константин Михайлович (с 2016 по 2022)

### Исполнительный секретарь
Колкунова Ксения Александровна (с 2022)
Золотухин Всеволод Валерьевич (с 2020 по 2022)
Костылев Павел Николаевич (с 2016 по 2020)

### Члены исполнительного комитета
Антонов Константин Михайлович (с 2022)
Гайдуков Алексей Викторович (с 2019)
Двойнин Алексей Михайлович (с 2016)
Гипп Константин Сергеевич (с 2016 по 2019)
Шилкина Маргарита Васильевна (с 2016 по 2019)

## Перечень значимых мероприятий

### I Конгресс Русского религиоведческого общества (16-17 июня 2017 г., Москва)
Прошел на базе философского факультета Московского университета и Православного Свято-Тихоновского гуманитарного университета (ПСТГУ). Конгресс стал площадкой для обсуждения нескольких тем. В первый день, проходящий на базе философского факультета Московского университета, прошло Пленарное заседание и две научно-практических конференции: «Региональная религиозная ситуация и развитие религиоведения в современной России» и «Ислам в контексте межкультурного и межцивилизационного взаимодействия». Второй день Конгресса прошел в ПСТГУ и включил в себя открытую лекцию В.А. Мартиновича на тему «Нетрадиционная религиозность и печатные СМИ», II Съезд Общества (на нем в состав Общество вошло восемь новых членов) и три круглых стола, посвященные проблематике психологии, экологии и феноменологии религии. Также во второй день Конгресса был представлен новый номер научного журнала «Религиоведческие исследования» (2017, №1), посвященный теме «Сакральное: понятие и феномен» и приуроченный, как и круглый стол по феноменологии религии, к столетию выхода в свет книги Рудольфа Отто «Священное» (Das Heilige, 1917).

### II Конгресс Русского религиоведческого общества «Понимание религии: исторические и современные аспекты» (19-20 октября 2018 г., Москва)
Конгресс проходил в первый день в главном корпусе Православного Свято-Тихоновского гуманитарного университета (восстановленном здании бывшего Московского епархиального собрания, где в 1917 -1918 гг. проходили многие заседания Поместного собора, на котором был избран Патриархом св. Тихон (Белавин); второй день - в МГУ на философском факультете. В Конгрессе приняли участие более 70 делегатов из восьми регионов России (Москва, Санкт-Петербург, Казань, Пермь, Волгоград, Саратов, Уфа, Симферополь), а также из Беларуси и Финляндии. Были представители 19 университетов, а также различных госструктур, общественных и религиозных организаций. На Конгрессе были заслушаны пленарные доклады, в которых были затронуты вопросы понятийно-категориального аппарата современного религиоведения.

### III Конгресс Русского религиоведческого общества «Религия и религии: дискурсы и практики» (4-6 ноября 2019 г., Санкт-Петербург)
Конгресс проходил в стенах РГПУ им. А.  И.  Герцена при поддержке РХГА и книжного магазина «Порядок слов», собрал более 70 докладчиков из четырёх стран, тринадцати городов и тридцати семи институций.
С пленарными лекциями выступили заведующий кафедрой истории религий и теологии РГПУ им. А.И. Герцена Александр Михайлович Прилуцкий (тема лекции «Семиотические методы исследования религии») и заведующий кафедрой философии и религиоведения ПСТГУ Константин Михайлович Антонов («Принцип методологического объективизма и позиция «точки зрения» в академическом исследовании религии: проблемы и перспективы»). Во второй день конгресса пленарная часть продолжилась лекцией Милды Алишаускене «Diversification of religious identities in post-socialist society: believing, belonging and?». Завершила работу пленарной части конгресса лекция Алексея Юрьевича Рахманина «Онтологические обязательства и критерии объективности в исследовании религии: программы последних лет».
В ходе работы конгресса состоялись следующие секции: «Сакральное и профанное: новые измерения»; «Современные религиозные практики»; «Мистико-эзотерические сообщества и христианство»; «Кризисы религиозные и духовные»; «Религия и благотворительность: друзья, враги, союзники»; «Социология религиозных организаций»; «Ислам на пространстве Евразии»; «Психология религии как дискурс»; «Новое язычество: дискурсы и практики»; «Религия и гражданское общество»; «Религиозное и сверхъестественное в современной культуре»; «Новые и старые методологии в религиоведении»; «Философия и религия».

### IV Конгресс Русского религиоведческого общества «“Кто знает одну, не знает ни одной”: сравнительное религиоведение полтора века спустя» (16-17 апреля 2021 г., Казань)
Конгресс был приурочен к 150-летию лекций немецкого учёного Макса Мюллера(1823-1900), который в 1870 году предложил использовать сравнительный метод в религиоведении. По мнению Мюллера, сравнивая разные религии, можно найти в них общее: в священных текстах, в ритуалах, в вероучении. Организатором мероприятия выступило Русское религиоведческое общество совместно с кафедрой религиоведения Казанского федерального университета, Проектного офиса стратегических инициатив Казанского инновационного университета им. В.Г. Тимирясова и кафедры философии и религиоведения Православного Свято-Тихоновского гуманитарного университета. Всего в мероприятии участвовали 92 докладчика из разных городов не только России (география была очень широкой: от Иркутска до Санкт-Петербурга), но и даже других стран. Поскольку конференция проходила в гибридном формате 36 участников выступило в онлайн-формате. Работа конгресса проходила в рамках 11 секций и 4 круглых столов.

### V Конгресс Русского религиоведческого общества «Религия a priori и a posteriori» (14-15 октября 2022 г., Калининград)
Организаторами Конгресса выступили Русское религиоведческое общество, Балтийский федеральный университет им. И. Канта, Православный Свято-Тихоновский гуманитарный университет при поддержке журнала «Религиоведческие исследования».
Всего в конгрессе приняло участие более 80 человек. В этом году под знамена конгресса собрались представители таких институций как МГУ, РАНХиГС, ПСТГУ, СПбГУ, ЛГУ, РГПУ, университетов Казани, Волгограда, Тюмени, Омска, Петрозаводска, Архангельска, Севастополя и ряда других учреждений науки и культуры.  Прозвучало более 50 докладов и выступлений, тематически разделенных на шесть основных секций и три круглых стола. Первый день открывала пленарная лекция Сергея Валентиновича Лугового (БФУ им. И. Канта) «Философия религии И. Канта и ее значение для научного религиоведения XIX в.». Далее работа конгресса разделилась на три параллели, в рамках которых прошли заседания секций «Философия и теология», «Психология религии», «Современная религиозная жизнь и ее интерпретации», «Антропология религиозного опыта», «Религиозное и светское: от модерна к постмодерну» и круглые столы «Проблема необъективирующего мышления в философской теологии», «Новое язычество в XXI в.», «Религиоведение и практика государственно-конфессиональных отношений». Завершился первый день конгресса традиционным съездом членов Русского религиоведческого общества, прошедшим в смешанном формате. В субботу очные заседания продолжились в двух параллельных секциях «История и методология религиоведения» и «Традиционные сообщества в современной России». Предваряла секционную работу пленарная лекция Ксении Александровны Колкуновой (РУДН) «Понятие агентности в религиоведческих дискуссиях)». Параллельно с основной частью в субботу также состоялась онлайн-секция, в которой приняли участие те докладчики, которые по ряду причин не смогли приехать. В онлайн-секции прозвучало более 10 докладов, в трех тематических подсекциях.

### VI Конгресс Русского религиоведческого общества (13-14 октября 2023 г., Москва)
Конгресс прошел на базе Православного Свято-Тихоновского гуманитарного университета. В течение двух дней прозвучало более 70 докладов и сообщений, объединенных в 12 тематических блоков. Всего в конгрессе приняло участие более 120 человек. В пятницу, 13 октября, прошли заседания таких секций и подсекций, как «Философия религии», «Русская религиозная философия XIX – первой половины XX вв. и трансформация религиозности в цивилизации модерна», «История и методология религиоведения», «Религиозная идентичность», «Ислам и социальные процессы». Также в пятницу состоялся круглый стол памяти Н.Л. Мусхелишвили. В субботу прошли секции «Психиатрия и религия» (приуроченная к выпуску тематического номера журнала «Религиоведческие исследования»), «Религиозные и духовные традиции: история и современность», «Христианство в современном российском обществе» «Постсекуляризм в популярной культуре: религиозное творчество и пародийность», а также студенческая и дистанционная секции. В рамках конгресса прошли две пленарные лекции. С лекцией «Религия и популярная культура: точки пересечения» выступила канд. филос. наук, доцент Санкт-Петербургского государственного университета Ольга Константиновна Михельсон; лекцию «“Религиозные психологические орудия”: ментальные репрезентации ада и рая у православных верующих» прочитал канд. психол. наук, доцент Национального исследовательского университета «Высшая школа экономики» Алексей Михайлович Двойнин. Обе лекции вызвали оживленную дискуссию собравшихся.